# Jesús Menéndez Larrondo

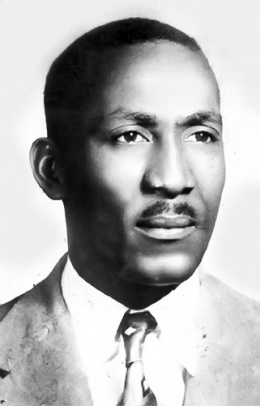
Jesús Menéndez Larrondo um 1945

Jesús Menéndez Larrondo (* 14. Dezember 1911 in Encrucijada, Las Villas; † 22. Januar 1948 in Manzanillo/Provinz Granma) war ein kubanischer Politiker und Gewerkschaftsfunktionär.

## Leben
Menéndez war das elfte von zwölf Kindern afrokubanischer Bauern. Er lebte in seiner Kindheit in Armut und besuchte nur unregelmäßig die Grundschule seines Heimatortes, da er auf dem Bauernhof der Familie helfen musste. Nach dem Tod seiner Mutter lebte er bei einer Tante. 1924 brach er seine schulische Ausbildung ab und arbeitete als Machatero auf Zuckerrohrplantagen und bei der Tabakernte.
Ab 1927 arbeitete er in der Zuckerfabrik Constancia, wo er 1929 zum Generalsekretär der Zuckerarbeiter gewählt wurde. In dieser Funktion organisierte er Demonstrationen gegen die Diktatur Gerardo Machados. 1931 schloss er sich der Partido Unión Revolucionaria Comunista an. 1932 nahm er an der ersten nationalen Konferenz der Zuckerarbeiter teil, bei der das Sindicato Nacional Obrero de la Industria Azucarera (SNOIA) (ab 1939 Federación Nacional Obrera Azucarera, FNOA), die Gewerkschaft der kubanischen Zuckerarbeiter, gegründet wurde.
Nach dem Sturz Machados war er in der Confederación Nacional Obrera de Cuba (CNOC) aktiv. 1939 gründete er mit Lázaro Peña die Central de Trabajadores de Cuba. Im gleichen Jahr wurde er zum Delegierten der verfassungsgebenden Versammlung ernannt und im Folgejahr als Abgeordneter der Partido Unión Revolucionaria Comunista (URC) in das Parlament gewählt. In den 1940er Jahren war er Generalsekretär der Federación Nacional de los Obreros Azucareros. Als sich Ende der 1940er Jahre Konflikte zwischen der kubanischen Regierung und den Gewerkschaften verschärften, wurde die Verhaftung Menéndez' angeordnet, obwohl er als Abgeordneter der Partido Socialista Popular Immunität genoss. Als er während einer Bahnfahrt nach Manzanillo den Haftbefehl als illegal ablehnte und sich weigerte, den Soldaten zu folgen, wurde er von dem Hauptmann Joaquín Casillas Lumpuy erschossen.